# 福岡地方検察庁
福岡地方検察庁（ふくおかちほうけんさつちょう）は、福岡県福岡市にある日本の地方検察庁の一つで、福岡県を管轄している。略称は、福岡地検（ふくおかちけん）。飯塚、直方、久留米、柳川、大牟田、八女、小倉、行橋、田川に支部を置いている。
本庁内に常設されている特別刑事部は、全国の主要検察庁（特別捜査部がある東京・大阪・名古屋の各地検を除く）に置かれ、特捜部と同様に独自捜査を行っている。

## 組織
- 検事正
- 次席検事
- 事務局
  - 総務課（検察広報官）、人事課（人事第一～人事第二係）、会計課、被害者支援員室
- 総務部
  - 企画調査課、情報システム管理課、検務官室
- 刑事部
- 交通部
- 特別刑事部
  - 特別刑事第一課、特別刑事第二課
- 公判部
- 8支部・14区検察庁

## 所在地
- 本庁 - 福岡市中央区六本松4丁目2-3
- 飯塚支部・直方支部 - 飯塚市芳雄町13-6 飯塚合同庁舎
- 久留米支部 - 久留米市篠山町21
- 柳川支部 - 柳川市大字一新町6
- 大牟田支部 - 大牟田市白金町69
- 八女支部 - 八女市大字本町541-1
- 小倉支部 - 北九州市小倉北区大手町13-26 小倉第二合同庁舎
- 行橋支部 - 行橋市行事2丁目8-21
- 田川支部 - 田川市千代町5-1

## 管轄
- 本庁
  - 福岡区検察庁（福岡市、筑紫野市、春日市、大野城市、太宰府市、糸島市、古賀市、那珂川市、糟屋郡）
  - 宗像区検察庁（宗像市、福津市）
  - 甘木区検察庁（朝倉市、朝倉郡）
- 飯塚支部
  - 飯塚区検察庁（飯塚市、嘉麻市、嘉穂郡）
- 直方支部
  - 直方区検察庁（直方市、宮若市、鞍手郡）
- 久留米支部
  - 久留米区検察庁（久留米市、小郡市、三井郡）
  - うきは区検察庁（うきは市）
- 柳川支部
  - 柳川区検察庁（柳川市、大川市、みやま市（高田支所の所管区域を除く）、三潴郡）
- 大牟田支部
  - 大牟田区検察庁（大牟田市、みやま市（高田支所の所管区域））
- 八女支部
  - 八女区検察庁（八女市、筑後市、八女郡）
- 小倉支部
  - 小倉区検察庁（北九州市小倉北区、小倉南区、若松区、戸畑区、門司区、八幡東区、八幡西区（八幡西区役所折尾出張所及び八幡南出張所の各所管地域を除く））
  - 折尾区検察庁（八幡西区（八幡西区役所折尾出張所及び八幡南出張所の各所管地域）、中間市、遠賀郡）
- 行橋支部
  - 行橋区検察庁（行橋市、豊前市、京都郡、築上郡）
- 田川支部
  - 田川区検察庁（田川市、田川郡）

## 歴史
- 2001年 福岡地検次席検事情報漏洩事件
- 2019年（令和元年）9月17日、福岡市中央区六本松に移転する[1]。

## 人事
| 氏名       | 就任日         | 前職                   |
| ---------- | -------------- | ---------------------- |
| 清水治     | 2009年4月6日   | 大阪地方検察庁次席検事 |
| 総山哲     | 2010年10月26日 | 長野地方検察庁検事正   |
| 中井國緒   | 2012年7月20日  | 前橋地方検察庁検事正   |
| 板倉立也   | 2013年3月19日  | 水戸地方検察庁検事正   |
| 土持敏裕   | 2014年11月10日 | 岡山地方検察庁検事正   |
| 山田賀規   | 2016年9月5日   | 前橋地方検察庁検事正   |
| 堀嗣亜貴   | 2018年1月22日  | 仙台地方検察庁検事正   |
| 片岡敏晃   | 2020年1月9日   | 水戸地方検察庁検事正   |
| 林秀行     | 2021年1月22日  | 札幌地方検察庁検事正   |
| 高橋久志   | 2022年6月24日  | 仙台地方検察庁検事正   |
| 永幡無二雄 | 2023年7月14日  | 新潟地方検察庁検事正   |

## 不祥事など
- 2010年10月から2011年10月にかけて、所属する検事や検察事務官について、事件の公訴時効成立を確認せず時効となったり、取り調べに司法修習生を関わらせるなどしたとして、10件の内部処分を行っていたことが明るみに出た。いずれも、報道機関の情報公開請求で判明したもので、同地検は、プライバシーや事案の内容などを勘案したなどとして、公表していない。
- 2025年4月6日に福岡県志免町で発生した殺人未遂事件で18日に逮捕され、19日昼すぎに粕屋警察署から検察庁に身柄が送られた福岡市に住む職業不詳の45歳の男について、19日午後4時半ごろに庁舎内で衣服で首をつった状態で発見され、22日午前7時半ごろに病院で死亡が確認された[9]。